# Дністрянська
Дністря́нська — тупикова вантажна залізнична станція Львівської дирекції Львівської залізниці на відгалуження лінії від станції Пісочна (завдовжки 21 км). Розташована біля села Дем'янка-Наддністрянська Стрийського району Львівської області. На станції здійснюються лише вантажні роботи.